# Душан Мандић Манда
Душан Мандић Манда (Ваљево, 14. јануар 1931 — Београд, 3. децембар 1997) био је српски новинар, сатиричар и хумориста.

## Биографија
Душан Мандић је рођен 14. јануара 1931. године у Ваљеву, од оца Новака и мајке Лепосаве Мандић, рођене Михајиловић. Био је најмлађе од четворо деце, сестара близнакиња Милене и Мирославе и брата Слободана. У Ваљеву је Душан завршио основну школу и гимназију, а изучио је и електричарски занат. Године 1947. уписује се на Геодетско војно училиште, које завршава две године касније. Као картограф и касније астроном, радио је до 1970. године, а упоредо улази у свет новинарства.
Својевремено је рекао како је један од филмова његове генерације „Празник у Риму“, утицао на његов младалачки став о новинарству као професији која носи са собом извесну безбрижност, лакоћу живљења и слободу. Веома рано је почео да улазећи у свет новинарства пише на разне теме. Био је заинтересован за астрологију, током дугих ноћи дежурстава у опсерваторији на Звездари, почео је да се бави израдом хороскопа које је објављивао у новинама. Након што му је једном један младић дошао замоливши га да му „предвиди“ да ли ће веза са девојком коју воли бити остварена, одустао је од „предвиђања будућности“.
Када му је политичком одлуком одузето радно место, а као опција понуђена слабије плаћена позиција испод његових квалификација, дао је отказ и у потрази за решењем немиле ситуације у којој се нашао. Тада је срео пријатеља који му је понудио место у Новинско издавачкој установи Народна армија, где је обављао уредничке дужности у истоименом листу, те у недељнику Фронт и у издавачкој делатности куће.
Више је пута био одликован, похваљиван и награђиван високим војним и новинарским признањима, а био је и ванредно унапређен.
Поставши истакнути новинар, неговао је школу новинарства, из које су потекле генерације потоњих војних репортера, извештача, коментатора и уредника. Написао је више књига, монографија, хроника документарно - публицистичког карактера. Био је један од утемељивача војног новинарства и публицистике у Србији, али и један од најзначајнијих хумориста и сатиричара са простора бивше Југославије.
Као сарадник часописа Јеж (и Ошишани јеж), Политике експрес, као и многих листова и часописа који су објављивани на простору бивше Југославије, бавио се сатиром, козеријом, хумористичким жанровима, достигавши највише домете у овој области о чему сведоче и бројне награде на смотрама и фестивалима хумора и сатире широм простора бивше Југославије. Освојио је награде: Златни јеж, Награда Радоје Домановић, Златну чивију, прву награду на конкурсу часописа НИН за сатиричну причу, награду Радио Београда и друге.
Позван је од стране челника Радија и телевизије Студио Б, да настави традицију коју је поставио Душко Радовић својом емисијом Београде добро јутро, додељена су му два термина - у јутарњем и поподневном програму, где је у емисији под називом Вибрације читао текстове о Београду и београђанима, 'причице' које је како је сам рекао 'преписивао из свакодневног живота', пуних шест година.
Године 1960. оженио се Десанком Миљковић, са којом је добио троје деце.
Преминуо је након тешке болести 3. децембра 1997. године.